# Alois Alzheimer
Alois Alzheimer, född 14 juni 1864 i Marktbreit am Main, Bayern, död 19 december 1915 i Breslau, Schlesien, Tyskland var en tysk psykiater och neuropatolog. Han har givit namn åt Alzheimers sjukdom, som han i november 1906 var den förste att beskriva.
Alzheimer verkade åren 1904–12 vid ett anatomiskt laboratorium vid psykiatriska kliniken i München och kallades 1912 till professor i psykiatri och neurologi i Breslau.